# Gianni Moscon
Gianni Moscon (Trento, 20 de abril de 1994) es un ciclista profesional italiano que desde 2025 corre para el equipo Red Bull-BORA-hansgrohe.

## Palmarés
2014 (como amateur)
- Piccolo Giro de Lombardía

2015 (como amateur)
- Gran Premio Palio del Recioto
- Trofeo Ciudad de San Vendemiano
- Gran Premio San Giuseppe
- Trofeo Almar

2016
- Arctic Race de Noruega, más 1 etapa

2017
- Campeonato de Italia Contrarreloj

2018
- Coppa Agostoni
- Giro de Toscana
- Campeonato de Italia Contrarreloj
- Tour de Guangxi, más 1 etapa

2021
- 2 etapas del Tour de los Alpes
- Gran Premio de Lugano

## Resultados

### Grandes Vueltas
Durante su carrera deportiva ha conseguido los siguientes puestos en las Grandes Vueltas:
| Carrera | Carrera         | 2016 | 2017 | 2018 | 2019 | 2020 | 2021 | 2022 | 2023  | 2024 | 2025  |
| ------- | --------------- | ---- | ---- | ---- | ---- | ---- | ---- | ---- | ----- | ---- | ----- |
|         | Giro de Italia  | —    | —    | —    | —    | —    | 24.º | —    | 107.º | —    | 121.º |
|         | Tour de Francia | —    | —    | Exp. | 84.º | —    | —    | Ab.  | 135.º | 86.º | 105.º |
|         | Vuelta a España | —    | 27.º | —    | —    | —    | —    | —    | —     | —    | —     |

—: no participa

Ab.: abandono

Exp.: expulsado

### Clásicas, Campeonatos y JJ. OO.
| Carrera                 | Carrera                 | 2016 | 2017          | 2018          | 2019          | 2020          | 2021 | 2022  | 2023  | 2024  | 2025 |
| ----------------------- | ----------------------- | ---- | ------------- | ------------- | ------------- | ------------- | ---- | ----- | ----- | ----- | ---- |
| Omloop Het Nieuwsblad   | Omloop Het Nieuwsblad   | 23.º | 46.º          | —             | —             | 54.º          | 45.º | 122.º | —     | 80.º  | —    |
| Kuurne-Bruselas-Kuurne  | Kuurne-Bruselas-Kuurne  | 52.º | 72.º          | —             | —             | Des.          | Ab.  | —     | —     | —     | —    |
| Strade Bianche          | Strade Bianche          | 18.º | 17.º          | 14.º          | 58.º          | Ab.           | —    | Ab.   | —     | —     | Ab.  |
|                         | Milán-San Remo          | —    | 49.º          | 29.º          | —             | 33.º          | —    | 101.º | —     | 55.º  | 99.º |
| A Través de Flandes     | A Través de Flandes     | —    | —             | 12.º          | 57.º          | X             | —    | Ab.   | —     | 135.º | —    |
| E3 Saxo Bank Classic    | E3 Saxo Bank Classic    | —    | 62.º          | 8.º           | 79.º          | X             | —    | Ab.   | —     | Ab.   | Ab.  |
| Gante-Wevelgem          | Gante-Wevelgem          | —    | 115.º         | 45.º          | 76.º          | —             | —    | Ab.   | —     | —     | Ab.  |
|                         | Tour de Flandes         | 77.º | 15.º          | 21.º          | 42.º          | —             | —    | Ab.   | —     | 78.º  | —    |
| Scheldeprijs            | Scheldeprijs            | 77.º | 55.º          | —             | 67.º          | —             | —    | —     | —     | 44.º  | —    |
|                         | París-Roubaix           | 38.º | 5.º           | 41.º          | 84.º          | X             | 4.º  | —     | 36.º  | Ab.   | —    |
| Amstel Gold Race        | Amstel Gold Race        | —    | —             | —             | —             | X             | —    | —     | Ab.   | —     | —    |
| Flecha Valona           | Flecha Valona           | —    | 104.º         | —             | —             | —             | —    | —     | 104.º | —     | 80.º |
|                         | Lieja-Bastoña-Lieja     | —    | 78.º          | —             | —             | —             | —    | —     | —     | —     | Ab.  |
| Clásica San Sebastián   | Clásica San Sebastián   | —    | 53.º          | —             | —             | X             | 9.º  | —     | —     | —     |      |
| Bretagne Classic        | Bretagne Classic        | 36.º | —             | —             | —             | —             | —    | —     | 80.º  | —     |      |
| Gran Premio de Quebec   | Gran Premio de Quebec   | 48.º | —             | —             | —             | X             | X    | —     | —     | —     |      |
| Gran Premio de Montreal | Gran Premio de Montreal | 6.º  | —             | —             | —             | X             | X    | —     | —     | —     |      |
|                         | Giro de Lombardía       | —    | 3.º           | Ab.           | 19.º          | 57.º          | Ab.  | —     | Ab.   | —     |      |
| JJ. OO. (Ruta)          | JJ. OO. (Ruta)          | —    | No se disputó | No se disputó | No se disputó | No se disputó | 20.º | ND    | ND    | —     |      |
| Mundial en Ruta         | Mundial en Ruta         | —    | Exp.          | 5.º           | 4.º           | —             | 58.º | —     | —     | —     |      |
| Mundial Contrarreloj    | Mundial Contrarreloj    | —    | 6.º           | —             | —             | —             | —    | —     | —     | —     |      |
| Europeo en Ruta         | Europeo en Ruta         | 76.º | —             | —             | —             | —             | 76.º | —     | —     | —     |      |
| Italia en Ruta          | Italia en Ruta          | 5.º  | 5.º           | 77.º          | —             | —             | 4.º  | —     | 29.º  | Ab.   |      |
| Italia Contrarreloj     | Italia Contrarreloj     | 4.º  | 1.º           | 1.º           | 5.º           | —             | —    | —     | —     | —     |      |

—: No participa

Ab.: Abandona

X: No se disputó

Des.: Descalificado

## Equipos
- Sky/INEOS (2016-2021)
  - Team Sky (2016-04.2019)
  - Team INEOS (05.2019-08.2020)
  - INEOS Grenadiers (08.2020-2021)
- Astana Qazaqstan Team (2022-2023)
- Soudal Quick-Step (2024)
- Red Bull-BORA-hansgrohe (2025-)